# Liệt hỏa hùng tâm
Liệt hỏa hùng tâm phần 1 (tiếng Trung: 烈火雄心, tiếng Anh: Burning Flame) là một bộ phim truyền hình Hồng Kông do Đài truyền hình TVB sản xuất và phát hành vào năm 1998 nằm trong loạt phim truyền hình Liệt hỏa hùng tâm gồm 3 phần (1998, 2002, 2009) lấy đề tài về Lính cứu hỏa. 
Bộ phim được đặc biệt sản xuất để kỉ niệm 30 năm thành lập Đài TVB và được tài trợ bởi Sở Cứu hỏa Hồng Kông.

## Tóm tắt nội dung
Lạc Thiên Hựu (Vương Hỷ) khi nhỏ từng được cứu sống bởi một người Lính cứu hỏa dũng cảm và từ đó mơ ước trở thành Lính cứu hỏa. Ban đầu mẹ của Hựu ngăn cản vì lo lắng cho sự an toàn của anh. Tuy nhiên cuối cùng Hựu đã thuyết phục được mẹ mình. Ngô Đại Hưng (Tiền Gia Lạc) và Tư Đồ Bạt (Trịnh Kính Cơ) là những người bạn thời thơ ấu của Hựu cũng cùng tham gia nhập Học viện Bát Hương. Lưu Hải Bách (Cổ Thiên Lạc) là con trai của một gia đình giàu có, bị buộc phải làm Lính cứu hỏa sau khi từ chối trợ cấp từ cha mình. Bách bỏ nhà ra đi cùng người em trai mắc bệnh tự kỷ, Bảo Bảo (Đặng Nhất Quân), và cũng đến tham gia huấn luyện tại Bát Hương. Thẩm Bích Dao (Quan Vịnh Hà) là một cô gái chăm chỉ có một người bạn trai đã yêu nhau 8 năm. Nhưng cuộc sống của cô lại không được suôn sẻ: cô mất việc, gia đình mắc nợ, còn bạn trai cô thì đi lăng nhăng với nhiều cô gái khác. Để kiếm tiền gánh vác gia đình và chứng tỏ bản thân cho người bạn trai, Dao đã dự thi vào Bát Hương
Tại học viện, họ đều phải trải qua những bài luyện tập gắt gao để đủ tiêu chuẩn trở thành một người Lính cứu hỏa. Ở đây, những học viên còn phải học cách làm việc như một đội, yếu tố thiết yếu để trở thành Lính cứu hỏa. Kể cả một người lạnh lùng, khép kín như Bách cũng được Hựu, Hưng, Bạt và những người khác sưởi ấm. Sau khi tốt nghiệp, Hựu, Hưng và Bạt được cử đến Sở Cứu hỏa Thời Vận Sơn, trong khi Bách được cử đến Triều Châu. Tại Thời Vận Sơn, ba chàng trai gặp gỡ Phong (Lý Tử Hùng). Hựu ban đầu không thích Phong, nhưng anh sớm nhận ra mình còn nhiều thứ phải học từ con người này. Khi mối quan hệ giữa họ đang dần trở nên tốt đẹp thì Hựu phát hiện ra Phong là anh cùng cha khác mẹ với mình...

## Diễn viên
- Vương Hỷ (Wong Hei) vai Lạc Thiên Hựu
- Quan Vịnh Hà vai Thẩm Bích Dao
- Lương Tranh vai Lạc Hiểu Thúy
- Cổ Thiên Lạc vai Lưu Hải Bách
- La Quán Lan vai Quách Lệ Quần (mẹ Thiên Hựu)
- Tiền Gia Lạc vai Ngô Đại Hưng
- Trịnh Kính Cơ vai Tư Đồ Bạt
- Chu Mễ Mễ (Mimi Chu) vai Lục Nhân (mẹ Bích Dao)
- Lâm Hiểu Quân (Safina Lam Hiu-Kwan) vai Thẩm Bích Hà (em gái Bích Dao)
- Cốc Phong vai Lục Hữu (ông ngoại Bích Dao)
- Tần Bái vai Lạc Tín
- Miêu Kim Phụng vai Phạm Thoại Yên
- Lý Tử Hùng vai Lạc Hiểu Phong
- Giang Hán vai Lưu Trấn Hoàng
- Trịnh Tử Thành vai Lưu Hải Dật
- Đặng Nhất Quân vai Bảo Bảo
- Thái Quốc Khánh (Choi Kwok-Hing) vai Lưu Gia Tề
- Lý San San vai Đằng Tĩnh Duyệt
- Trần Thiểu Hà vai Phi Phụng
- Trần Ngạn Hành (Joyce Chan Ying-Hang) vai Ngô Mỹ Lạc
- Ngô Mỹ Hạnh vai Trịnh Thanh Nhã
- Đặng Triệu Tôn vai Hồ Cảnh Cơ
- Huỳnh Đức Bân vai Vương Tuấn Kiệt
- Mã Đức Chung vai Vương Tuấn Phát
- Hồng Thiên Minh vai Chu Tư
- Diệp Chấn Thành (Yip Jan-Sing) vai Trấn Thường
- Trình Tiểu Long (Ronny Ching Siu-Lung) vai Chú Cảnh
- Lâm Kính Cương vai Cẩu sắt
- Đặng Nhữ Siêu (Tang Yu-Chiu) vai Xa thần
- Hạ Thiều Thanh (Danny Summer) vai Sếp Hà Tinh
- Trần Địch Khắc (Chan Dik-Hak) vai Sếp Đặng

## Giải thưởng và Đề cử

### Giải thưởng thường niên TVB
| Số thứ tự | Năm  | Hạng mục                                                                               | Kết quả |
| --------- | ---- | -------------------------------------------------------------------------------------- | ------- |
| 1         | 1998 | Nam diễn viên chính phim truyền hình xuất sắc nhất - Vương Hỷ cho vai Lạc Thiên Hựu    | Hạng 2  |
| 2         | 1998 | Nữ diễn viên chính phim truyền hình xuất sắc nhất - Quan Vịnh Hà cho vai Thẩm Bích Dao | Hạng 2  |

### Giải thưởng Truyền hình Châu Á 1998
- Đoạt giải: Phim truyền hình xuất sắc nhất

### Giải Next TV 1998
- Đề cử: Top 10 Chương trình truyền hình nổi tiếng nhất (hạng 4)

### Khảo sát chỉ số truyền thông 1998
- Đề cử: Top 20 Chương trình truyền hình được mong chờ nhất năm (hạng 7)